# Berthold Jung

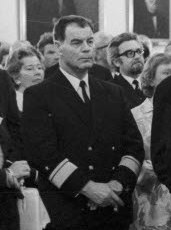
Berthold Jung bei einem Empfang zur Kieler Woche 1972

Berthold Jung (* 1915; † 11. Januar 1992) war ein deutscher Marineoffizier, zuletzt Konteradmiral der Bundesmarine.

## Kriegsmarine und Nachkriegszeit
Jung trat 1935 als Seekadett in die Kriegsmarine ein und wurde dort zunächst zum Seeoffizier und anschließend zum Marineflieger ausgebildet. Nach einer Bordfliegerausbildung wechselte er zu den Jagdfliegern, wo er 1940 Staffelkapitän wurde. 1941 wurde er bei Kreta abgeschossen und geriet in britische Kriegsgefangenschaft, die er bis 1947 in Australien verbrachte.
Nach Deutschland zurückgekehrt ließ er sich zum Dolmetscher ausbilden und war im Regierungspräsidium Stuttgart tätig.

## Bundesmarine
Im November 1956 trat Jung in die neue Bundesmarine ein. In den USA erhielt er eine fliegerische Auffrischungsausbildung auf Propeller- und Strahlflugzeugen. Danach wurde er Gruppenkommandeur im 1. Marinefliegergeschwader und absolvierte anschließend eine Admiralsstabsausbildung am Naval War College der United States Navy in Newport (Rhode Island). Im August 1963 wurde er Kommodore des 1. Marinefliegergeschwaders, das am 1. Oktober 1963 in Marinefliegergeschwader 1 umbenannt wurde.
Im Juni 1965 wurde Jung in das Flottenkommando versetzt, wo er als Abteilungsleiter A 3 und Chef des Stabes eingesetzt war. Bereits im März 1966 kehrte Jung in den fliegerischen Dienst zurück und wurde als Flottillenadmiral Kommandeur des Kommandos der Marineflieger, das 1967 zunächst in Marinefliegerkommando und 1969 in Marinefliegerdivision umbenannt wurde.
Im Oktober 1970 wurde Jung als Konteradmiral Befehlshaber des Territorialkommandos Schleswig-Holstein in Kiel. Am 30. September 1973 er in den Ruhestand.

## Ruhestand
Nach seiner Pensionierung engagierte sich Jung in sozialen Projekten und arbeitete als Resozialisierungshelfer für Strafgefangene. Außerdem war er Vorsitzender des Deutschen Roten Kreuzes in Kiel.

## Auszeichnungen
- 1973: Großes Verdienstkreuz der Bundesrepublik Deutschland[1]